# Cestrum parqui
Espèce
Cestrum parqui est une plante ornementale méditerranéenne originaire d'Amérique du Sud de la famille des Solanacées.

## Liste des variétés et formes
Selon Tropicos (14 septembre 2014) (Attention liste brute contenant possiblement des synonymes) :
- variété Cestrum parqui var. glabriusculum Kuntze
- variété Cestrum parqui var. longiflorum Francey
- variété Cestrum parqui var. macrocalyx Francey
- variété Cestrum parqui var. oranense Scolnik
- variété Cestrum parqui var. ovalifolium Herter
- variété Cestrum parqui var. poeppigii Dunal
- variété Cestrum parqui var. spurinum Dunal
- variété Cestrum parqui var. spurium Dunal
- variété Cestrum parqui var. tomentistipes Kuntze
- forme Cestrum parqui fo. heterophyllum Kuntze